# 3944 Halliday
3944 Halliday eller 1981 WP1 är en asteroid i huvudbältet som upptäcktes den 24 november 1981 av den amerikanske astronomen Edward L.G. Bowell vid Anderson Mesa Station. Den är uppkallad efter den kanadensiske astronomen Ian Halliday.
Asteroiden har en diameter på ungefär 5 kilometer och den tillhör asteroidgruppen Vesta.